# 路东区
路东区，河北省保定市旧区名。
1958年由保定市市區分置。在今河北省保定市区东部。1960年与路西区再次合并为保定市市區。